# Мень, Александр Владимирович
Алекса́ндр Влади́мирович Мень (22 января 1935, Москва — 9 сентября 1990, Семхоз, Московская область) — протоиерей Русской православной церкви, богослов, автор книг по богословию, истории христианства и других религий, основам христианского вероучения, православному богослужению.
В 1959—1961 годах опубликовал около 40 статей в «Журнале Московской патриархии». Публиковался в Брюсселе: серия «В поисках пути, истины и жизни» (кн. 1—6, 1970—1983; псевдоним Э. Светлов), «Сын человеческий» (1969, псевдоним А. Боголюбов), «Таинство, слово и образ» (1980) и др.; в России с 1990 года издавал книги без псевдонима.
Был убит в 1990 году. Обстоятельства, мотив и виновник этого преступления остались невыясненными.

## Биография

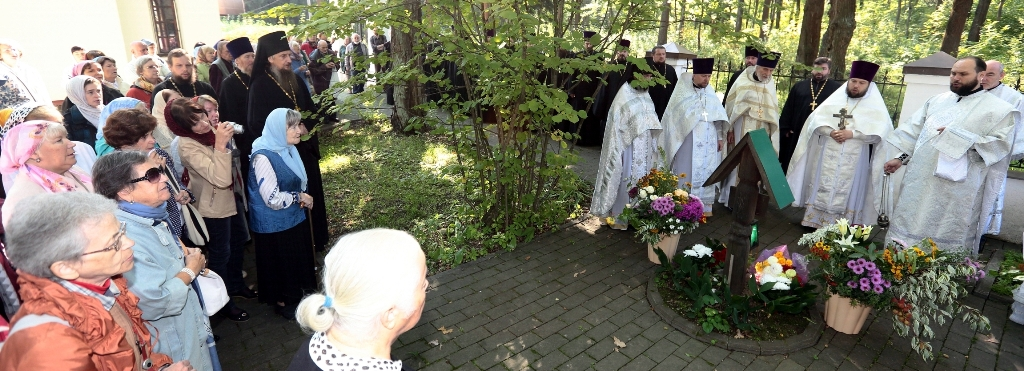
День памяти протоиерея Александра Меня в Сергиевом Посаде, протоиерей Валерий Малышкин, священник Александр Колесников, священник Виктор Григоренко

Могила протоиерея Александра Меня у Сретенской церкви в Новой Деревне с надписью «А кто сотворит и научит, тот великим наречётся в Царстве Небесном».

Александр Мень родился 22 января 1935 года в Москве. Отец Вольф Герш-Лейбович (Владимир Григорьевич) Мень родился в 1902 году, в Киеве, в детстве учился в религиозной еврейской школе, «помнил иврит, …читал наизусть пророков», но «был … человеком нерелигиозным», «окончил два вуза, работал главным инженером текстильной фабрики». С детства хорошо умел рисовать, особенно у него получались животные, так как Александр брал уроки рисунка у известных художников-анималистов Василия Ватагина и Вадима Трофимова
Предки по материнской линии («очевидно, из Польши, если судить по фамилии Василевские…») при Александре I жили уже в России. Бабушка, Цецилия Василевская, и дед, одессит Семён (Соломон) Ильич Цуперфейн, познакомились в Швейцарии, во время обучения на химическом факультете Бернского университета. Там же, в Берне, в 1908 году у них родилась дочь Елена (мать Александра). Окончив университет, Соломон и Цецилия с дочерью жили в Париже. В 1914 году, во время приезда в Россию, Семёна Ильича мобилизовали, а семья поселилась в Харькове. Елена Семёновна Мень (в девичестве Цуперфейн) с юности тянулась к христианству. Изучала в Харьковской частной гимназии православное вероучение. Старшеклассницей она уехала в Москву, к своей бабушке Анне Осиповне Василевской; в 1934 году вышла замуж за Владимира Григорьевича Меня.
В возрасте шести месяцев Александр был тайно крещён вместе с матерью в Загорске священником Катакомбной церкви архимандритом Серафимом (Битюковым).
Когда мальчику было 6 лет, отец был арестован по ложному обвинению[какому?] и провёл более года под стражей, а затем до конца Великой Отечественной войны был вынужден работать на Урале.
Учился Мень в московской школе № 1060 в Стремянном переулке.
В 1953 году поступил в Московский пушно-меховой институт в Балашихе, который в 1955 году был переведён в Иркутск. В марте 1958 года был отчислен.
Через месяц после отчисления, 1 июня 1958 года, был рукоположён в диакона и направлен в приход Покрова Пресвятой Богородицы в Акулово, а 1 сентября 1960 года (после окончания Ленинградской духовной семинарии) — в священника. Хиротония состоялась в Донском монастыре. О. Александр был назначен вторым священником в церкви Покрова Пресвятой Богородицы в Петровском-Алабине, где год спустя он заменил настоятеля храма.
В 1965 году окончил заочно Московскую духовную академию. В 1970 году переведён в Сретенский храм в Новой деревне близ Пушкино Московской области, с которым были связаны последние 20 лет жизни отца Александра.
В 1964 и 1965 годах у отца Александра проходили обыски в связи с его знакомством с Александром Солженицыным; в 1974 году Юрий Андропов написал письмо в ЦК КПСС о «идеологической борьбе Ватикана против СССР», где, в частности, писал: "Группа прокатолически настроенных священников, возглавляемая А. Менем (Московская область), в своих богословских трудах протаскивает идею, что идеалом церковной жизни может являться только католичество. Указанные труды, нелегально вывозимые за границу, издаются католическим издательством «Жизнь с Богом (Бельгия) и направляются затем для распространения в СССР». В 1984 году подвергался допросам по делу своего ученика Сергея Маркуса, отцу Александру во время этих допросов угрожали запретить служить в каком-либо из московских приходов. В статье, опубликованной в газете «Труд» весной 1986 года, обвинялся в попытке создания «антисоветского подполья» под эгидой протоиерея Иоанна Мейендорфа, в организации «незаконных религиозных утренников» и личном озвучивании «слайд-фильмов религиозно-пропагандистского характера, которые нелегально распространял среди верующих».
11 мая 1988 года в зале Института стали и сплавов состоялась его первая публичная лекция. Как отмечал Александр Кравецкий, «организаторы вечера были совершенно поражены тем, что церковная тематика может безо всякой рекламы собрать полный зал».
Служил в ряде подмосковных приходов. В 1989—1990 годах был настоятелем Сретенской церкви в Новой Деревне (микрорайоне города Пушкино). Считался[кем?] одним из ведущих христианских проповедников.
Являлся членом редакционного совета журнала «Детектив и политика».
В декабре 1990 года в Риге был основан фонд имени Александра Меня, который к первой годовщине его смерти начал издавать ежегодный альманах с названием «Христианос».

## Творчество
Главный труд отца Александра — «История религии» в семи томах, состоящая из серии «В поисках пути, истины и жизни» (т. 1—6, Брюссель, 1970—1983; 2-е изд. — М., 1991—1992) и книги об Иисусе «Сын человеческий» (Брюссель, 1968, 2-е изд. 1976, 3-е изд., перераб. и доп., 1983, 4-е изд. — М. 1991, т. 7); в которой автор рассматривает историю нехристианских религий как путь к христианству в борьбе магизма и единобожия.
Отец Александр — автор книг «Таинство, слово, образ» (Брюссель, 1980, 2-е изд. — М., 1991) (первое издание под названием «Небо на земле» (Брюссель, 1969), «Откуда явилось всё это?» (Неаполь, 1972), «Как читать Библию?» (Брюссель, 1981), «Библиологического словаря» (около 1840 терминов (среди которых большое число перенаправлений), М., 2002) и многочисленных статей главным образом проповеднического и апологетического содержания. Работы отца Александра переведены на английский, литовский, польский, украинский и французский языки.
Отец Александр Мень — один из зачинателей христианского «самиздата» 1960-х годов. До середины 1980-х годов его труды издавались главным образом за границей под псевдонимами Э. Светлов, А. Боголюбов, А. Павлов (псевдонимы даны зарубежными издателями без согласования с автором). Мень был духовным наставником, а часто и крёстным отцом многих диссидентов 1970-х и 1980-х годов, хотя сам воздерживался от активной правозащитной деятельности, видя свою миссию в духовном просвещении.
С середины 1980-х годов отец Александр Мень — один из самых популярных христианских проповедников (в том числе в средствах массовой информации). Он был одним из основателей Российского библейского общества в 1990 году, Общедоступного православного университета, журнала «Мир Библии». Отец Александр активно поддерживал благотворительную деятельность, стоя у истоков создания Группы милосердия при Российской детской клинической больнице, которая впоследствии была названа его именем.

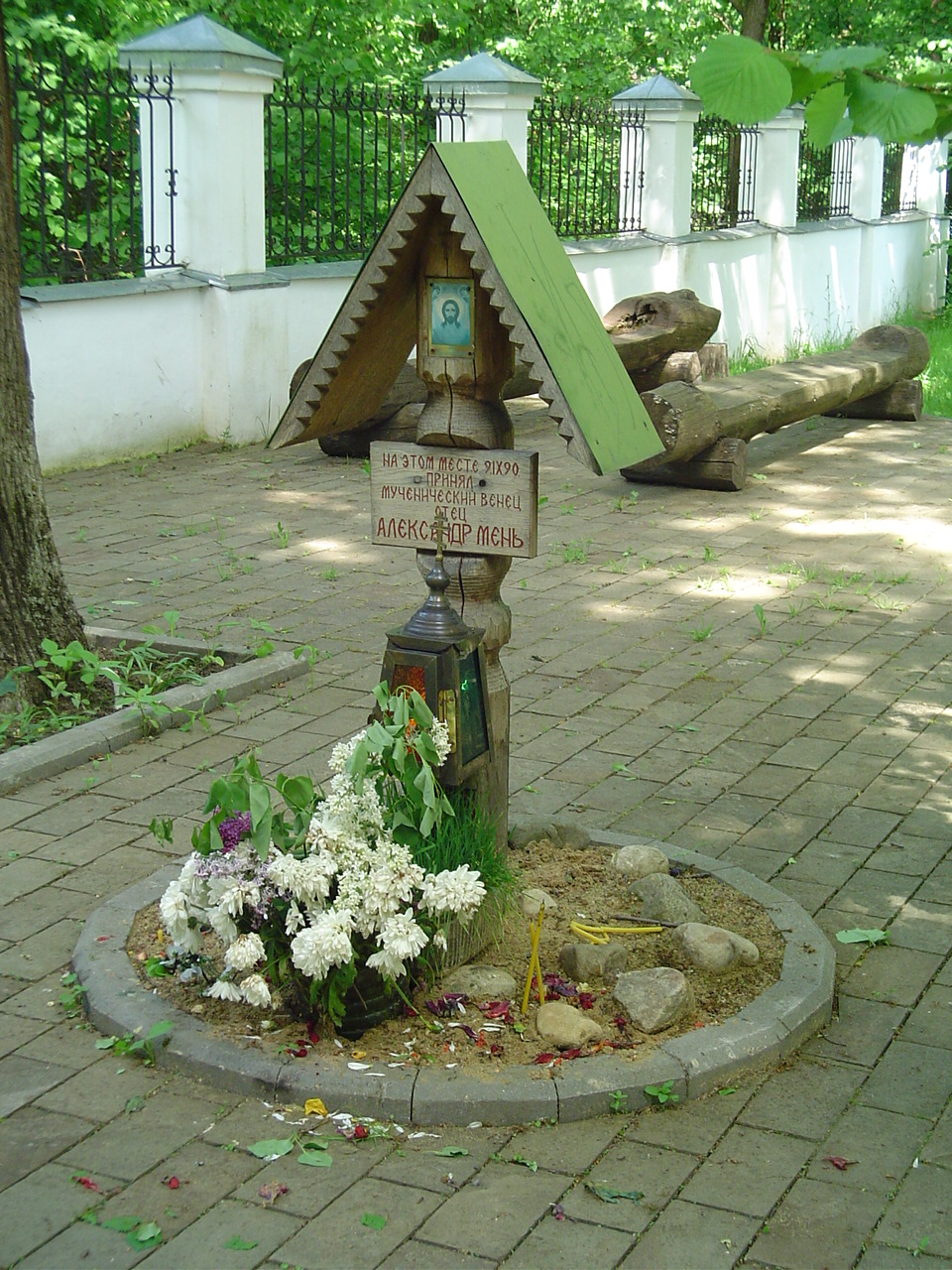
Голубец на месте убийства в Семхозе

## Убийство
Во время выступлений отец Александр неоднократно получал записки с угрозами. Утром 9 сентября 1990 года на тропинке к железнодорожной станции "Семхоз" в Подмосковье. он торопился в церковь на литургию. Произошло, предположительно, следующее: Неизвестный ударил его тяжелым предметом (вероятно, топором) по голове. Священник дошел до своего дома, рядом с которым умер от потери крови. Несмотря на личные распоряжения президентов СССР и России, убийство осталось нераскрытым.
По рассказу генерал-лейтенанта милиции Вячеслава Панкина,
Когда задержали подозреваемого, он дал признательные показания. Министр внутренних дел Баранников обрадовался: праздновать можно! Однако, кроме признательных показаний, не было никаких вещественных доказательств. И даже когда подозреваемый выдал следствию топор, которым он якобы убил священника, экспертиза не подтвердила, что это орудие убийства. Портфель с церковным облачением священника тоже исчез. Отрабатывалось очень много версий, обращали внимание на мелочи. Когда священник с рассечённой головой добрёл до калитки своего дома, беспомощно повис на ней, жена его не узнала. Почему? Проверяли и брата жены, конфликтовавшего накануне убийства с Александром Менем. Но существенных доказательств добыть не удалось. Уже в Афганистане я услышал, что преступление якобы раскрыто. Об этом сообщил тогдашний начальник ГУУРа Колесников. Но работали они всё с теми же подозреваемыми.
На месте гибели священника в микрорайоне Семхоз (ныне в черте города Сергиева Посада) воздвигнут храм в честь преподобного Сергия Радонежского. По благословению митрополита Крутицкого и Коломенского Ювеналия ежегодно проходит научно-богословская конференция «Меневские чтения».
Канонизирован Апостольской православной церковью в 2004 году.

## Воззрения
Следующие цитаты выражают экуменические идеи отца Александра Меня.
«Истоки религий», глава 4 («Человек перед Богом»):
Быть может, разница в Богопознании религиозных гениев, таких, как Франциск Ассизский, Тереза Авильская, Мейстер Экхарт, Серафим Саровский, и людей обыкновенного уровня заключается в том, что для последних встреча с Богом подобна мгновенной вспышке молнии, за которой нередко вновь наступает мрак, а первые всем своим существом приобщались Божественной жизни и сами становились её носителями.
«История религий», том 3, глава 5 («Загадка высшего „Я“»):
Следуя по пути, проложенному созерцанием, индийские брахманы приходят к тому же, к чему приходили все мистики, в какое бы время и в каком бы народе они ни жили. Яджнявалкья и Будда, Плотин и Ареопагит, Мейстер Экхарт и Григорий Палама, каббалисты и Николай Кузанский, Яков Беме, Рейсбрук и множество других ясновидцев Востока и Запада с единодушием, которое невольно приводит в трепет, возвещают о том, что они познали, дойдя до самых пределов бытия. Все они как один свидетельствуют, что там исчезает всё мыслимое и представимое, что там нет ничего и в то же время — неизречённая Полнота. Там невозможно найти ни одного из свойств мира, природы и духа; там нет ни добра, ни зла, ни света, ни тьмы, ни движения, ни покоя. Там царит нечто, превосходящее самую глубокую мысль человека, превосходящее само бытие. В священном мраке, скрывающем основу основ, они ощутили реальность Сущего, Абсолюта. Страшная, непереносимая тайна!..
«Письма духовной дочери Александре Орловой-Модель»:
Экуменизм имеет два истока: либо подлинную широкую и глубокую духовность, которая не страшится чужого, либо поверхностное смешение всего в кучу. Разумеется, я за экумену первого типа. Но до него доходят немногие. Отсюда твои наблюдения. В словах игумена о святых, что они «чужие» — не только ограниченность, но нежелание вместить иной опыт. А особенности этого опыта не касаются Евангелия как такового. Их источник — культурная традиция и этнопсихология … Сказать, что 700 млн католиков и 350 млн протестантов находятся в заблуждении, а только мы одни истинная церковь — значит пребывать в безумной гордыне, ничем не оправданной.
Отношение отца Александра к экуменизму неоднозначно оценивается современными православными авторами.
Для отца Александра «история мировой религиозности начинается не с христианства, а гораздо ранее. Христианство — это уже высшая точка развития религиозного опыта». Он писал, что «Благая Весть, принесенная евангельской проповедью, явилась ответом не только на чаяния людей эпохи Августа и Тиберия. В христианстве завершился длительный всемирно-исторический процесс религиозных исканий человечества. На протяжении веков люди исходили несметное множество дорог и тропинок; они испытали и взвесили почти все, что в состоянии был охватить человеческий дух, — от мироотрицающей мистики до богоотрицающего материализма. И лишь тогда, когда пути эти были пройдены и поиски исчерпаны, наступила, выражаясь библейским языком, „полнота времени“. Миру явилось Откровение — величайшая тайна, человеку были указаны пути к совершенной жизни».
Во вступлении к «Истории религии» отец Александр характеризует основной принцип изложения материала: «мы будем искать истину вместе с анимистом, буддистом или греческим мыслителем, что поможет нам уловить подлинную динамику религий, подготовивших мир к явлению Богочеловека. Движение к этому центру, или высшей точке, представляет собой поистине захватывающее зрелище; следя за ним, мы сможем глубже понять и смысл самого христианства».
Более того, Мень надеется, что «если предлагаемый цикл книг поможет читателям увидеть в истории религий не скопище заблуждений, а потоки рек и ручьев, несущих свои воды в океан Нового Завета, цель автора будет достигнута». Таким образом, цель данного труда — показать развитие религиозного опыта человечества как пути к христианству. Данный принцип, хотя и вызывает критику со стороны ряда авторов, в глубине своей не противоречит христианству. Святитель Василий Великий в своем слове «К юношам о том, как получать пользу из языческих сочинений» призывал брать из античного, то есть языческого наследия всё то хорошее, что в нём есть, при этом отсекая всё негативное. Так, святитель писал: «займем лучше у них те места, где они восхваляли добродетель и порицали порок». Однако при этом святитель предупреждал, что «всего же менее будем внимать им, когда говорят что-нибудь о многих богах, и притом разномыслящих», равно как и «ораторам не будем подражать в искусстве лгать».
Получается, что «уважительное отношение отца Александра к античной религии находится в рамках христианской традиции». Сам отец Александр позиционировал своё отношение к античности и язычеству как христианское: «даже в язычестве найдёт предчувствие и предвосхищение Благой Вести. Недаром апостол Павел отправной точкой своей проповеди в Афинах сделает алтарь „неведомому Богу“. Однако такого рода диалог будет нередко подменяться компромиссом с чуждыми Евангелию сторонами древних верований».

## Отзывы о деятельности и трудах протоиерея Александра Меня

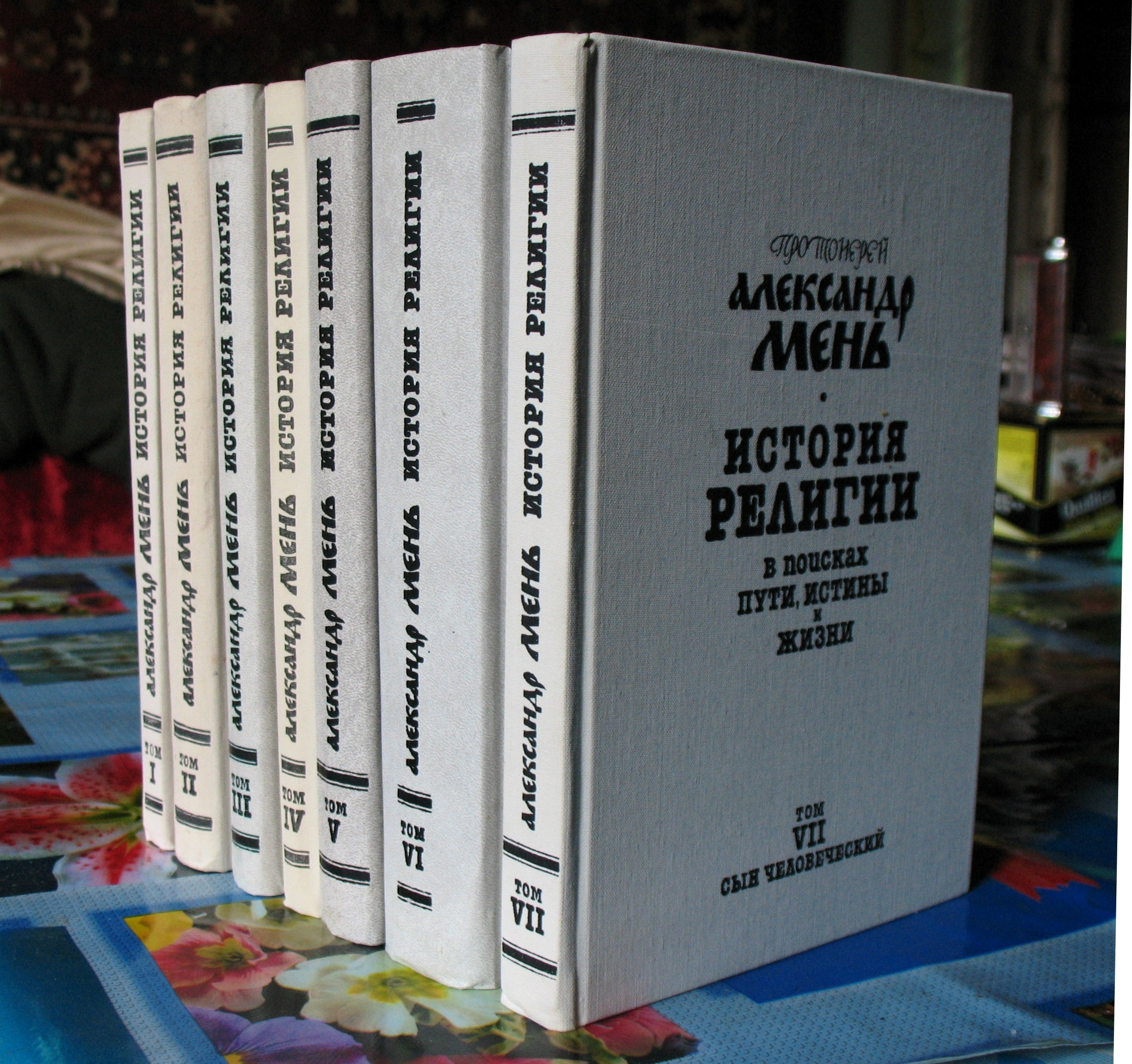
История религии

### Позитивные оценки
Многие православные люди позитивно оценивают деятельность и труды отца Александра Меня. Так, по мнению патриарха Алексия II,
Отец Александр был талантливым проповедником слова Божия, добрым пастырем Церкви, он обладал щедрою душою и преданным Господу сердцем. Убийцы сотворили своё чёрное дело в момент, когда он мог бы ещё так много сделать для духовного просвещения и окормления чад Церкви. Не все его суждения полностью разделялись православными богословами, но ни одно из них не противоречило сути Священного Писания. Где как раз и подчёркивается, что надлежит быть разномыслиям между вами, дабы явились искуснейшие (1 Кор. 11, 19).
Митрополит Сурожский Антоний (Блум) после смерти отца Александра говорил о нём очень эмоционально:
Мы не смеем говорить о своей оставленности, об одиночестве, о сиротстве! Отец Александр не умер, а приобщился к Жизни Божественной, остался для своих — знаемых и незнаемых, Пастырем добрым, молитвенником, ходатаем, заступником! И зовёт он каждого, кто его любил, кто в нём видел образ истинного христианина на Путь Крестный и к славе Воскресения! «Будьте мне последователями, как и я последователь Христов!»
Митрополит Крутицкий и Коломенский Ювеналий (Поярков) в день 20-й годовщины трагической гибели отца Александра Меня, совершив заупокойную Литургию и литию по убиенному, высоко оценил его пастырскую и просветительскую деятельность:
О. Александр, можно сказать, советуясь только со своей совестью, в те годы весь пыл своей души посвящал служению Христу и Церкви. Мы знаем, что он порой выделялся из среды сопастырей своей ревностью в пастырской и просветительской деятельности.
Очень многое, что делал с точки зрения того времени необычного о. Александр, ибо не все было дозволено тогда, сейчас совершается на каждом приходе. И люди как-то забывают о ценности той свободы, которую имеет Церковь сейчас. Но тогда это было подвигом, мужеством – не только ревностное пастырское служение, но и жертвенное просветительское служение. Мы можем свидетельствовать, что семя, посеянное о. Александром, упало на добрую почву.
По мнению архиепископа Михаила (Мудьюгина),
Все свои знания, энциклопедическую эрудицию, самые разнообразные интересы в науке, художественной литературе, искусстве, все свои таланты, ему от Бога дарованные, отец Александр поставил на службу проповеди. Проповедовал он неустанно. Проповедовал всегда принципиально, притом на языке, доступном для современников… Это был человек необыкновенной одухотворённости, который вёл подвижническую жизнь и закончил её мученически. Но на крови мучеников, как известно с древних времён, прорастают семена христианского благовестия, растёт и укрепляется Церковь Христова… Отец Александр был поистине пророком нового времени и предвестником евангелизации всего служения Православной Церкви, евангелизации, которая соответствует назревшим потребностям и чаяниям православного народа.
Священник Георгий Чистяков считал, что:
Отец Александр относился к числу людей, которые не боятся. Он не боялся ходить в больницы к тяжело больным и умирающим, хотя это было запрещено строжайшим образом, не боялся проповедовать и, более того, говорить о вере с детьми, практически открыто нарушая советское законодательство. Не боялся языка своей эпохи и в отличие от практически всех своих собратьев умел (подобно апостолу Павлу) говорить с «язычниками» о Христе на языке этих язычников. Не боялся синтезировать опыт своих предшественников, очень разных и порою взаимоисключающих друг друга, и это у него получалось удивительно хорошо, ибо делал он это не на уровне человека, но на уровне любви Божьей. Не боялся нового.
Будучи протодиаконом, Андрей Кураев, подчёркивал исторический контекст, в котором пришлось жить отцу Александру и на вызовы которого пришлось отвечать:
Как проповедник отец Александр сложился в 60-е годы. Это были годы “торжествующего” атеизма, годы эйфории, связанной с успехами НТР, годы космических полётов и позитивистской самоуверенности. Даже те, кто не считал себя коммунистами, искренне видели в религии всего лишь недоразумение. И задача проповедника в атеистической стране была понятна: посмотрите, это лишь в наше время и в нашей стране верующие люди запуганное меньшинство. Но в иных странах и в иные времена всё было иначе. Вся мировая культура создана верующими людьми. Если уж кто и обеспечивал нравственный прогресс народов, так это были религии. Неправда, что религия есть мрак: добро есть в любой религии и, между прочим, в христианстве. Надо было во что бы то ни стало показать, что те лучшие ценности, что есть в подсоветско-светской культуре, не чужды христианству и разделяются им. Достоинство личности, творчество, свобода, дерзновение — всё это есть и в христианстве и по большому счёту только там и может быть логически обосновано.
Аркадий Малер в 2010 году отмечал: «Количество людей, пришедших в Русскую Православную Церковь Московского Патриархата благодаря проповедям отца Александра Меня всегда больше, чем мы можем себе представить. Многие из них сейчас, полушёпотом, на ушко признаются — „на самом деле, меня с самого начала в Церковь привёл Мень“, и отводят глаза, как будто в чём-то извиняясь. Причем, речь идет далеко не только об „интеллигенции“ — отец Александр был настоящим народным проповедником, к нему стремились вполне простые люди со всех концов советской империи, потому что именно из его текстов, случайно найденных у знакомых своих знакомых, они впервые узнавали о Боге».
Протоиерей Андрей Ткачёв положительно оценивал деятельность отца Александра: «Мень молодец: взял на себя самую тяжёлую ношу — работать с атеистическими интеллектуалами».
В феврале 2021 года митрополит Иларион (Алфеев) допустил канонизацию Меня: «Отец Александр Мень был выдающимся проповедником, катехизатором и миссионером своего времени. Его кончина была трагической, и я думаю, что если будет доказано, что она была мученической, он может быть канонизирован как мученик».

### Критика
В то же время многие представители Русской православной церкви утверждают, что некоторые высказывания отца Александра Меня противоречат основам православного учения; критике подвергались его экуменические взгляды. Его обвиняли также в симпатиях к католицизму. Православный богослов Алексей Осипов и протодиакон Андрей Кураев не рекомендовали книги протоиерея Александра Меня для знакомства с православием.
Протодиакон Андрей Кураев об экуменизме Александра Меня и отношении к этому экуменизму православного человека (из статьи «Александр Мень: потерявшийся миссионер»):

Такова судьба миссионера: тот, кто говорит на языке современной ему культуры, оказывается слишком устаревшим, когда эта культура уходит. Сегодня мы живём в ином мире. На смену торжествующему атеизму пришёл торжествующий оккультизм. <…> Все играют в бисер со словечками типа «карма», «гороскоп», «астрал», «космический луч». Чуть не все религии мира пришли в наш дом и дружным хором объявили христианство «устаревшим». И тут оказалась необходимой совсем иная интонация, не та, что была в книгах отца Александра Меня. Когда островкам христианства грозит быть проглоченными оккультной стихией, то уже не до поиска «общего». Время проводить границы, разделительные межи. Время конфликтовать. Христос не только Тот, Кого «ожидают все народы». Он ещё и Тот, Кого отвергли жрецы всех народных религий. Он для иудеев скандал (σκανδαλον) и для эллинов безумие.
В «Открытом письме священнику Александру Меню», написанном митрополитом Антонием (Мельниковым) (впрочем, письмо было не подписано, поэтому существуют сомнения в авторстве митрополита Антония), в частности, сказано: «Вы не новичок в церкви, отец Александр <…> Значит, когда Вы объединяете в своём толковании Единого Бога христиан и Древнего Израиля с „богом“ современного иудаизма диаволом, Вы делаете это умышленно, заведомо смешивая свет с тьмою».
Резко критически к Александру Меню относился священник Даниил Сысоев. В 2002 году выделил 9 пунктов в его вероучении, которые он рассматривал как еретические: «Манихейство. — Учение о соучастии сатаны в творении мира, результатом чего была якобы происходившая эволюция», «Учение о человеке как преображённой обезьяне», «Отвержение богодухновенности Священного Писания», «Отвержение первородного греха и постулирование независимости смерти от человеческого греха», «Отвержение существования личного Адама и введение каббалистического учения об Адаме Кадмоне», «Отвержения авторства почти всех ветхозаветных книг», «принятие теории ветвей», «Синкретизм», «поощрение магии и экстрасенсорики». Священник-креационист Константин Буфеев критиковал учение Александра Меня о всечеловеке, а также эволюционистские взгляды, рассматривая это как ересь.
Аналогичные обвинения в адрес отца Александра звучат и со стороны католиков-традиционалистов.
Диакон Александр Занемонец в 2015 году отмечал наличие полярных оценок деятельности Александра Меня: «Последователи этих двух концепций друг с другом ещё не встретились. Из множества книг и статей, посвящённых Меню, большинство является либо „акафистом“, либо „акафистом наоборот“. Это говорит не только о том, что „путь к диалогу“ всегда труден, но и о чрезвычайной сложности самого феномена личности отца Александра и его творчества».
Митрополит Иларион (Алфеев) в эфире программы «Церковь и мир», вышедшей на канале «Россия-24» 13 февраля 2021 года, заявил, что в трудах Меня есть взгляды, которые имеют спорный характер, но это не является препятствием для его причисления к лику святых: «Отец Александр Мень был выдающимся проповедником, катехизатором и миссионером своего времени. Его жизнь протекала в трудных условиях, когда Церковь была лишена возможности проповедовать за пределами храмов. Он проповедовал и в своем храме, где до конца дней служил священником. Он проповедовал через книги, а в последние годы, когда открылись новые возможности, проповедовал и в светских аудиториях. Его кончина была трагической. Я думаю, что, если будет доказано, что она была мученической, он может быть канонизирован как мученик. Он, конечно, считал Иисуса Христа Сыном Божиим, был православным священнослужителем, который исповедовал православный Символ веры. Но в его книгах можно найти взгляды, которые имеют спорный характер. Например, он в некоторых своих книгах проводил параллели между христианством и другими религиями, и эти параллели создавали впечатление, что между христианством и другими религиями гораздо больше общего, чем это есть в действительности. Вот подобная широта взглядов отца Александра Меня и тогда смущала читателей, и сейчас продолжает их смущать».

## Издания Александра Меня
Первые печатные работы отца Александра, написанные им после принятия сана православного священника представляли собой цикл статей, ставших затем основой книги «Сын Человеческий», впервые они появились в единственном в те годы официальном издании Русской православной церкви «Журнале Московской патриахии». В печатном мире Русского Зарубежья работы стали появляться благодаря помощи друзей, так в 1970-е гг. в брюссельском русскоязычном издательстве «Жизнь с Богом» было опубликовано большинство его книг. На Запад машинописные тексты произведений переправлялись из СССР нелегально.— Колупаев В. К Истории публикации книг Александра Меня: Документы из архивной коллекции итальянского центра «Христианская Россия» // Материалы XV Международной научной конференции «Государство, общество, церковь в истории России XX-XXI вв.» Иваново, 2016.
Большую роль в переправке текстов сыграла Анастасия Дурова, позднее о. Александр вступил в переписку с Ириной Посновой. Ныне архивные документы, связанные с публикацией книг священника, хранятся в итальянском фонте «Христианская Россия» в Сериате.

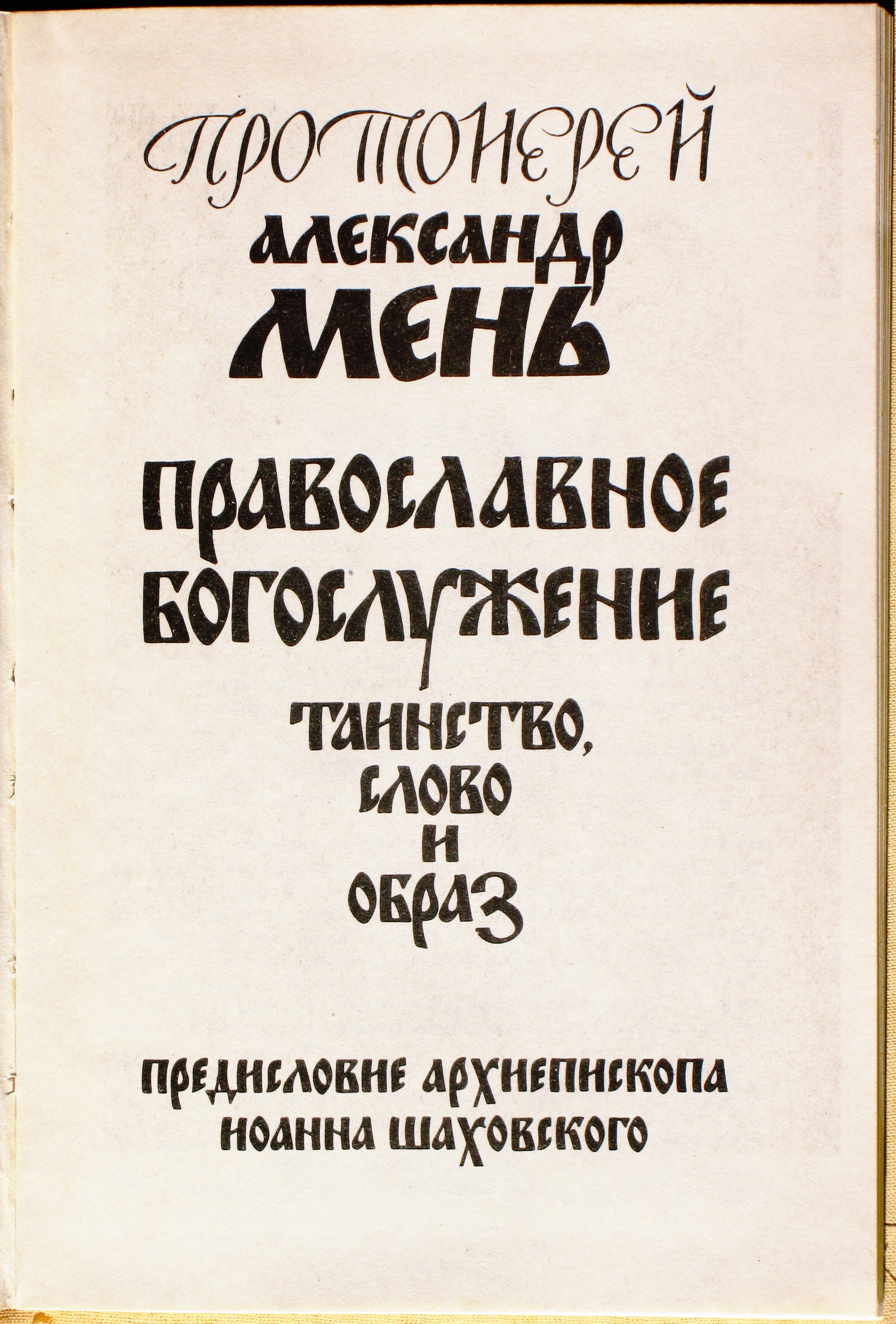
Православное богослужение. Титульный лист
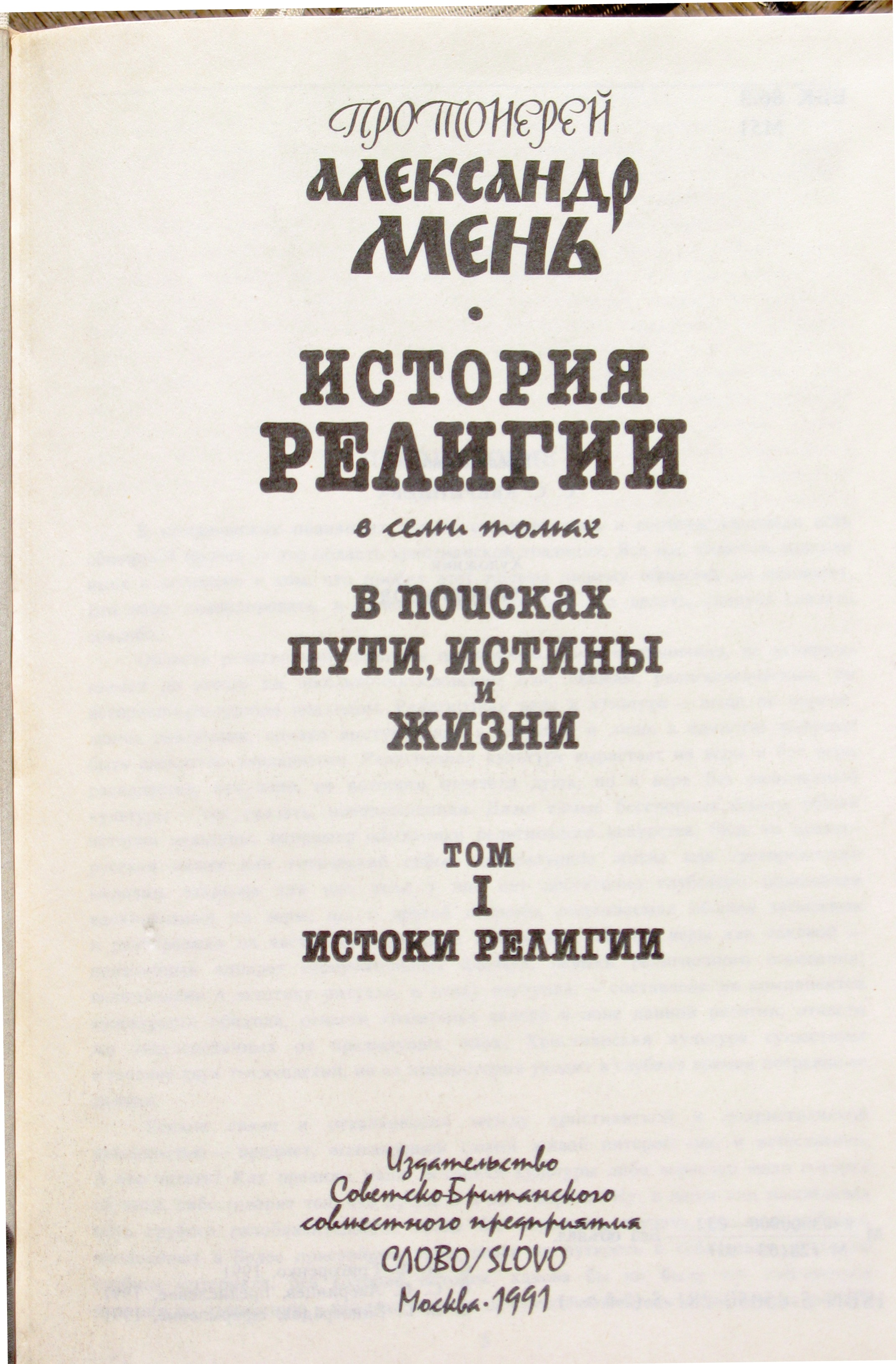
История религии в семи томах. Титульный лист 1 тома
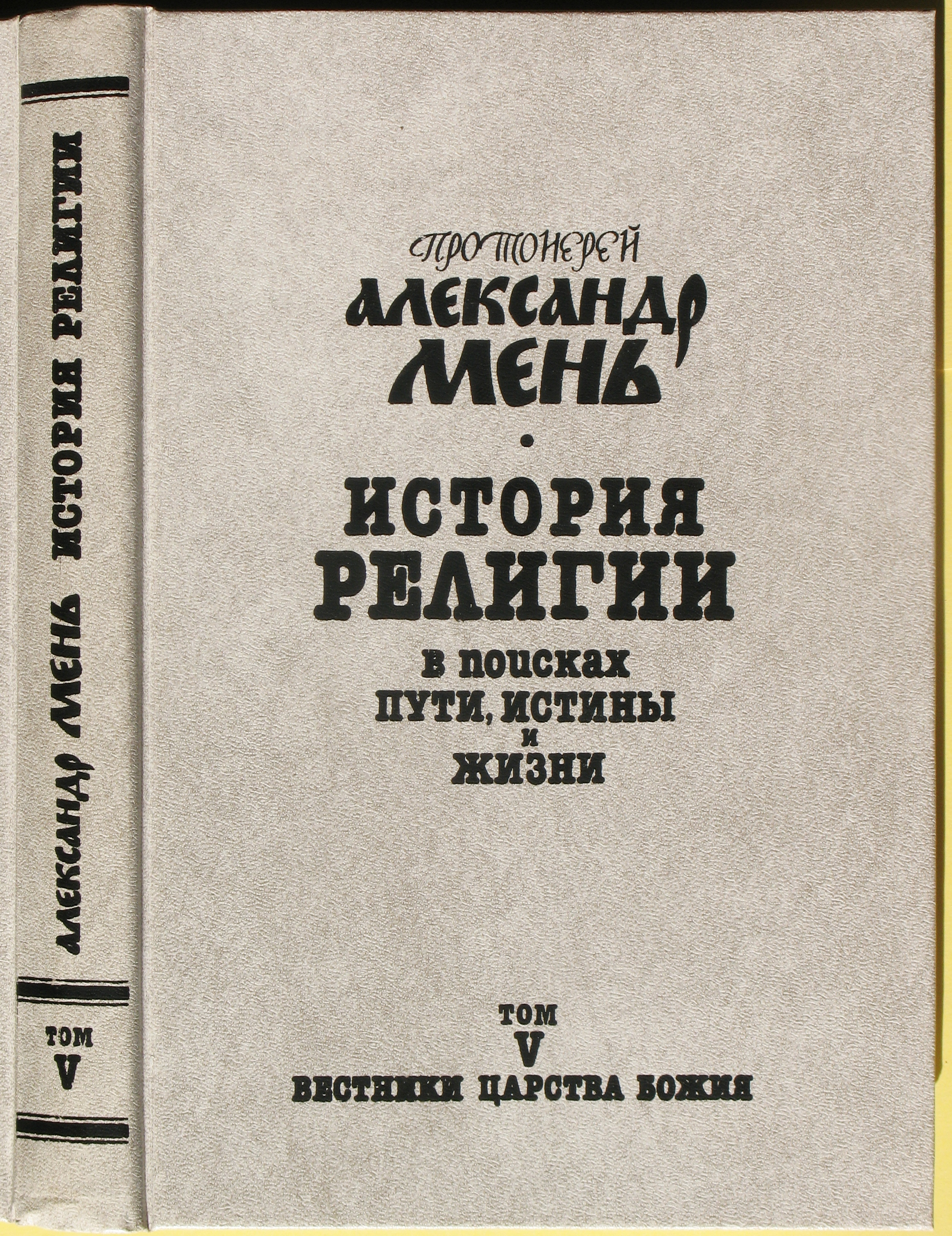
История религии. Обложка 5 тома
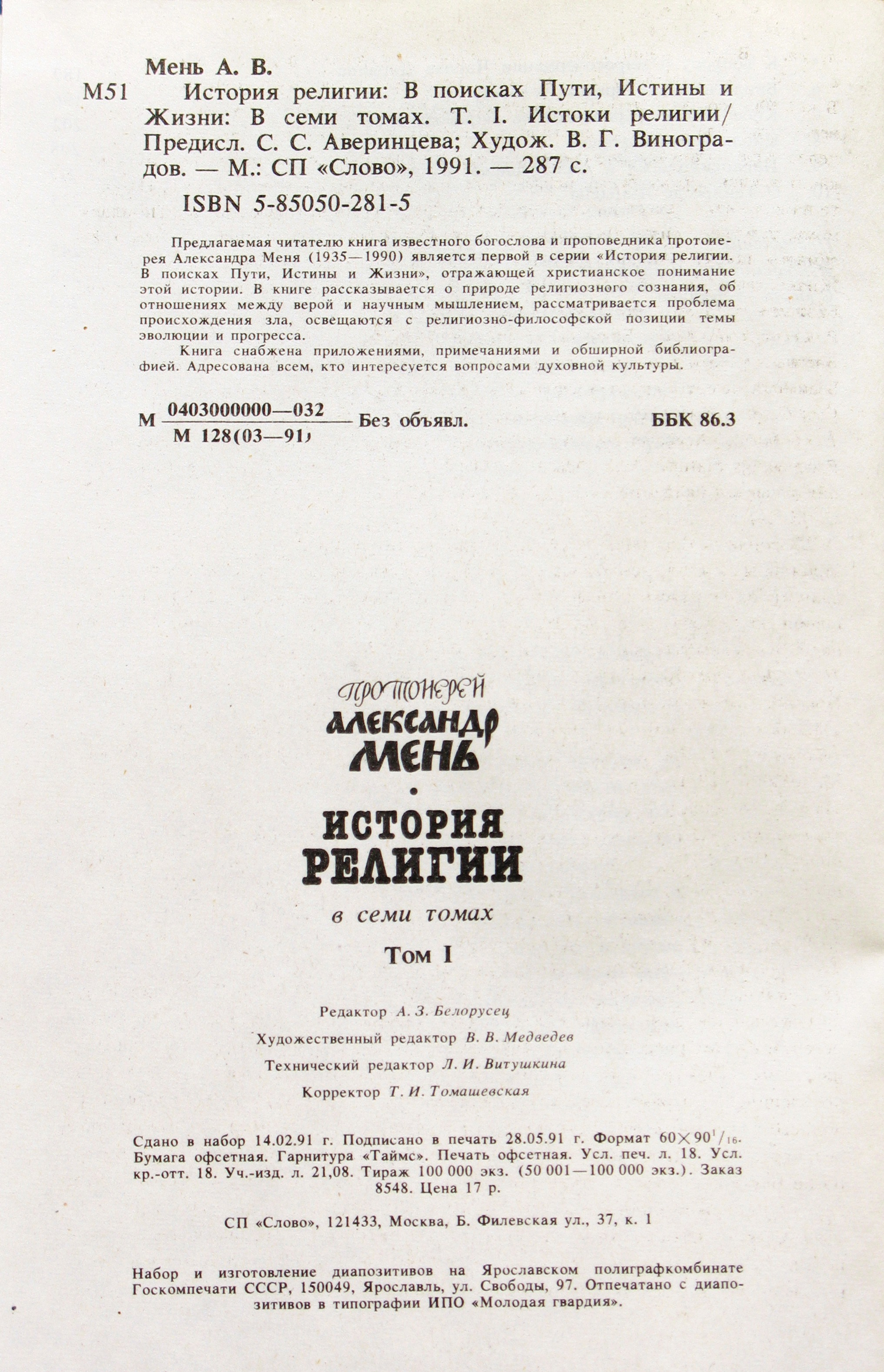
История религии. Выходные данные и аннотация 1 тома
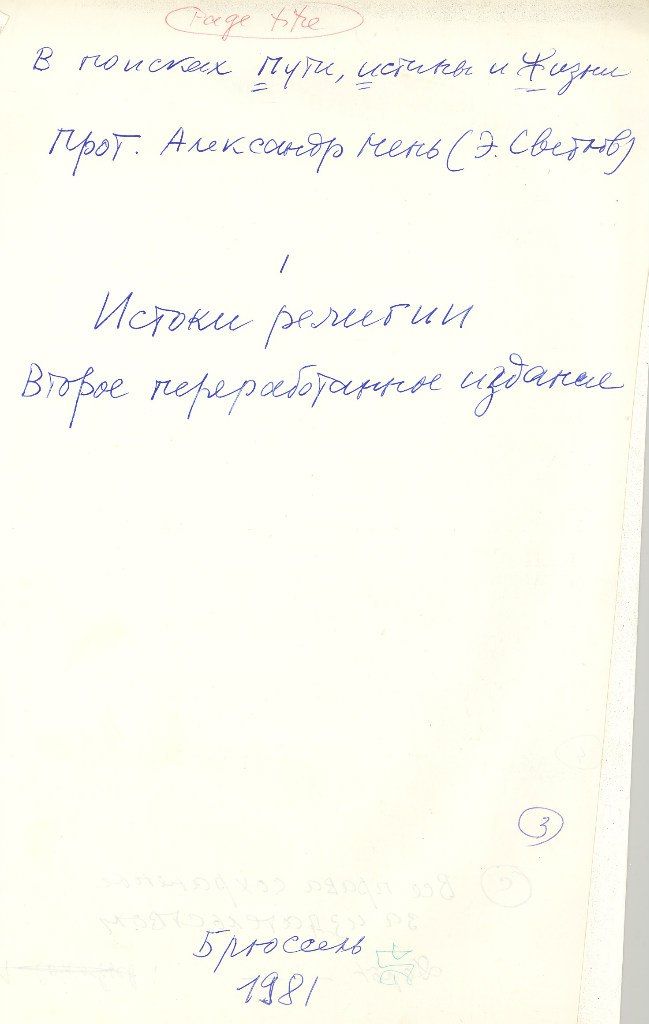
Машинопись к публикации книги
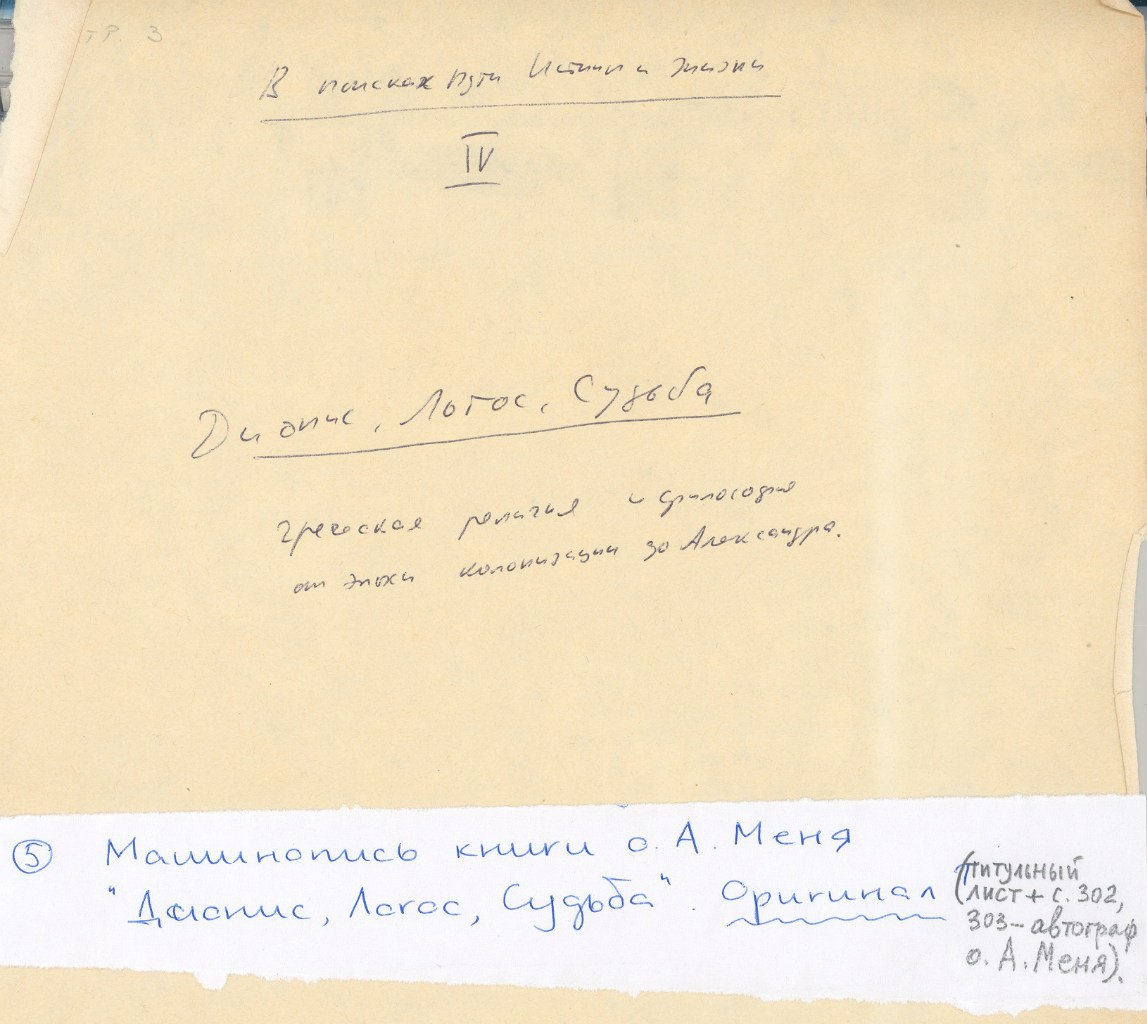
Титул оригинал к публикации
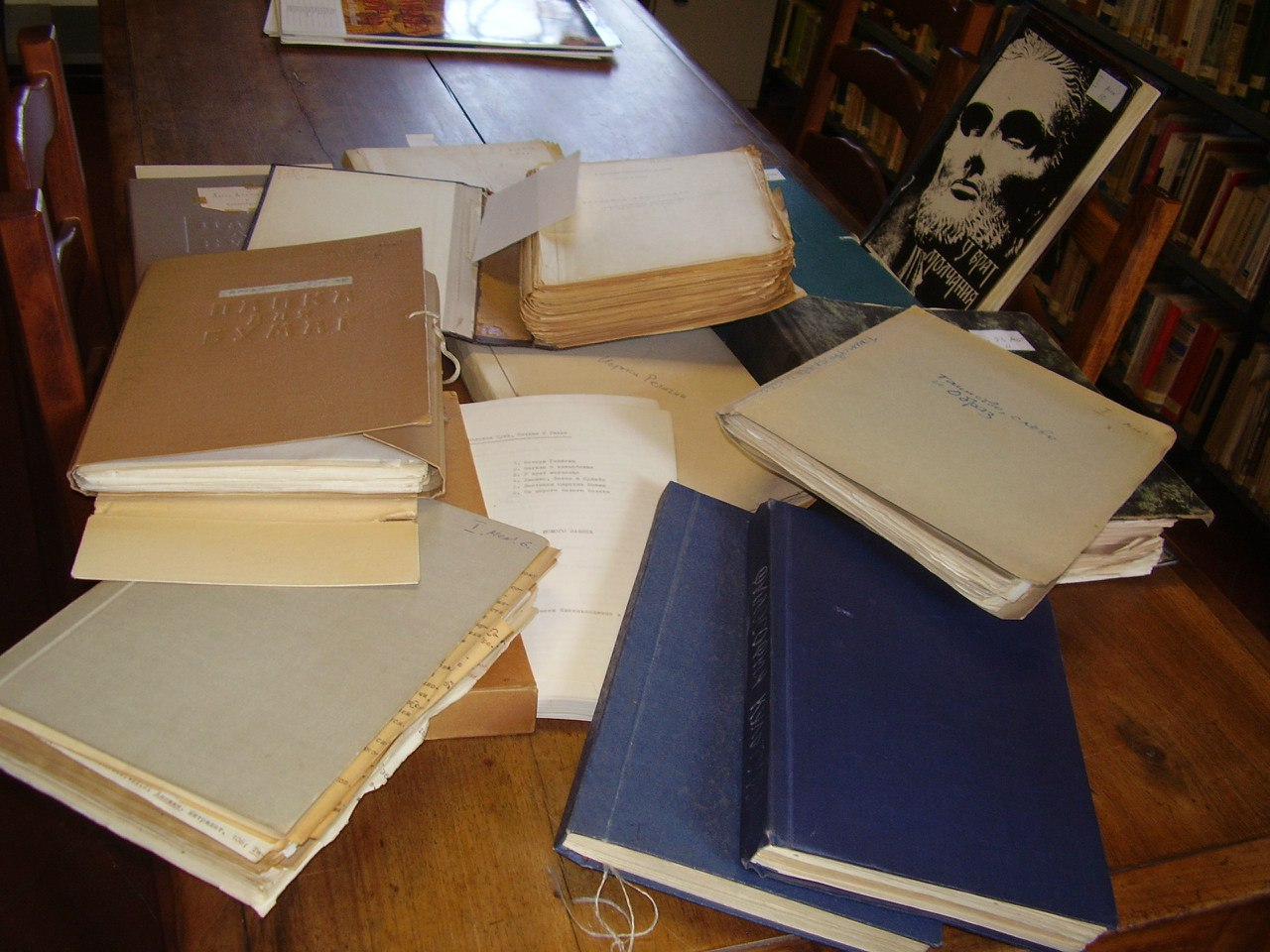
Архивные оригиналы книг А. Меня

## Семья
- Отец — Владимир Григорьевич (Вольф Герш-Лейбович) Мень (1902 — 1972).
- Мать — Елена Семёновна (Соломоновна) Мень (в девичестве Цуперфейн; 1908 — 15 января 1979).[источник не указан 1700 дней]
- Жена — Наталия Григоренко (род. Кобеляки[50] — ум. 3 июля 2021[51]).
  - Дочь — Елена Мень (род. 1957) — иконописица[52].
  - Сын — Михаил Мень (род. 1960) — российский политик, губернатор Ивановской области (2005—2013), министр строительства и жилищно-коммунального хозяйства Российской Федерации (2013—2018), аудитор Счётной палаты РФ (2018—2021).

### Сочинения о. Александра
- История религии. В поисках Пути, Истины и Жизни (в 7 томах) (Москва, 1991-92)
  - Том 1. Истоки религии
  - Том 2. Магизм и Единобожие. Религиозный путь человечества до эпохи великих Учителей
  - Том 3. У врат Молчания. Духовная жизнь Китая и Индии в середине первого тысячелетия до нашей эры
  - Том 4. Дионис, Логос, Судьба. Греческая религия и философия от эпохи колонизации до Александра
  - Том 5. Вестники Царства Божия. Библейские пророки от Амоса до Реставрации (7-4 вв. до н. э.)
  - Том 6. На пороге Нового Завета
  - Том 7. Сын Человеческий
- Первые апостолы (не завершена)
- История религии (учебник в 2 томах) (Москва, 1997)
  - Том 1. В поисках Пути, Истины и Жизни
  - Том 2. Пути христианства
- Библиологический словарь (в 3 томах) (Москва, 2002). — 1696 с. — ISBN 5-89831-020-7.
  - Том 1. А-И. — ISBN 5-89831-026-6.
  - Том 2. К-П. — ISBN 5-89831-027-4.
  - Том 3. Р-Я. — ISBN 5-89831-028-2.
- Таинство, слово и образ. О православном богослужении (Москва, 1991)
- Исагогика. Курс по изучению Священного Писания Ветхого Завета
- Свет миру. Евангельская история, пересказанная для детей
- Практическое руководство к молитве
- Читая Апокалипсис. — Москва: Фонд имени Александра Меня, 1999. — 264 с. — ISBN 5-89831-006-1.
  - Читая Апокалипсис. — Москва: "Жизнь с Богом", 2007. — 256 с. — ISBN 978-5-903612-11-6.
- Отец Александр Мень отвечает на вопросы слушателей / сост., лит. запись А. Андреева, ред. В. Илюшенко, корректор Н. Вторушина. — Москва: Фонд имени Александра Меня, 1999. — 320 с.
- Магия, оккультизм, христианство. Из книг, лекции и бесед / Составители: Н. Григоренко, А. Калмыкова, П. Мень. — М.: Фонд имени Александра Меня, 1996. — ISBN 5-88403-015-0.
- Мировая духовная культура. Лекции / Составитель Александр Белавин. — Изд-во "Нижегородская ярмарка", 1995. — 671 с.
- Трудный путь к диалогу. Сборник статей и эссе. — Москва: Радуга, 1992. — 463 с.
- Радостная весть. Лекции и беседы (Москва, 1992)
- Свет во тьме светит. Проповеди. — М.: АО «ВИТА-ЦЕНТР», 1991. — 208 с. — ISBN 5-86606-002-07.
- Смертию смерть поправ. — Минск: Эридан, 1990. — 50 000 экз. — ISBN 5-85872-001-3.
- Быть христианином. Интервью и последняя лекция. — Москва: Протестант, 1994. — 32 с.
- Верую… Беседы о Символе Веры. — Москва, 2001. — 181 с. — ISBN 5-89831-015-0.
- Почему нам трудно поверить в Бога?. Беседы и ответы на вопросы
- Статьи из сборника «Христианос» (Рига)
- Статьи из журнала «Символ» (№ 43, сентябрь 2000)
- Статьи из журнала «Вестник РДХ» (Париж—Нью-Йорк—Москва)
- «…Ваш о. Александр» Архивная копия от 1 февраля 2009 на Wayback Machine. Переписка с отцом Александром Менем (Санкт-Петербург, 1999)
- Умное небо. Переписка протоиерея Александра Меня с монахиней Иоанной (Москва, 2002)
- «Александр Мень. О себе…». Воспоминания, интервью, беседы, письма (Москва, 2007)
- Все книги…. Библиотека сайта Фонда Александра Меня
- Григоренко Н., Мень П. (составители). Александр Мень. О себе… (Воспоминания, интервью, беседы, письма). — М.: Жизнь с Богом, 2007. — ISBN 978-5-903612-08-6.

## Имени Александра Меня
- Фонд протоиерея Александра Меня[53]
- Премия имени Александра Меня[54]
- КПЦ «Дубрава» имени протоиерея Александра Меня
- Ежегодная научная конференция «Меневские чтения»
- Улица Александра Меня в городе Пушкино Московской области[55]

## Фильмография
- 1968 — «Любить…» (кинофильм) — режиссёр Михаил Калик.
- 1990 — «Бердяев» (документальный) — режиссёр Леонид Партигул, оператор Владимир Голощапов (Свердловская киностудия).
- 2007 — «Сын человеческий» (по одноимённой книге протоиерея о. Александра Меня) — режиссёр Б. Г. Дворкин[56].

Фильмы об о. А. Мене
- 1991 — «Крест отца Александра» — документальный фильм студии «Киевнаучфильм», реж. Н. Левенко, сценарий Евг. Шафранского.
- 1998 — «Намедни. 1990» (эпизод).
- 2005 — «Убийство Александра Меня» — фильм Алексея Пивоварова (НТВ) из серии «Дело темное».
- 2011 — Серия «Тайна смерти отца Веня» в сериале «Важняк».
- 2012 — «Протоиерей Александр Мень» Ч. 1 и 2. — выпуски телепрограммы «Преображение» с протоиереем Димитрием Предеиным (Одесса) (телеканал «Союз»).